# Comp.Marius
Comp.Marius is een Vlaams theatergezelschap, opgericht in 2006 door Waas Gramser en Kris Van Trier. 
De twee toneelspelers maakten hun eerste voorstellingen binnen tg STAN (1991-1993), vervolgens samen met Guy Cassiers en Adrienne Altenhaus onder de naam Maten (1994-1996), en later onder de vlag van Antwerpse collectief De Onderneming  (1997-2005). Toen dit begin 2006 werd opgeheven, gingen Gramser en Van Trier verder onder de naam Comp.Marius.

## Repertoire
Het gezelschap maakt eigen vertalingen en bewerkingen van klassieke, vaak minder bekende teksten uit de toneelliteratuur zoals 'Marius, Fanny en César' (Marcel Pagnol), 'Macht der gewoonte' (Thomas Bernhard) en 'Allen die vallen' (Samuel Beckett), 'Figaro' (Pierre August Caron Beaumarchais), 'Onze Wederzijdse Vriend' (Charles Dickens). Voorstellingen die gemaakt worden blijven vaak jaren op het repertoire staan.

## Openlucht
Comp.Marius speelt hoofdzakelijk in de openlucht en ontwikkelde daarvoor een reeks mobiele houten constructies, zoals een houten tribune waarmee het reist (capaciteit 250 personen), een openluchtbibliotheek en een mobiele containerconstructie waarmee het gezelschap sinds 2014 als artiest in residentie gevestigd is in het Antwerpse Middelheimmuseum. Het spelen in openlucht gebeurt vaak bij daglicht en zonder stemversterking.

## Internationaal
De genereuze locatievoorstellingen van Comp.Marius kennen een grote weerklank in het buitenland. Bijna elke voorstelling heeft een Franse taalversie en toert intensief in Frankrijk. Voorstellingen die op het repertoire staan, kunnen in de toekomst een Engelstalige versie bij krijgen of kunnen met boventiteling, geïntegreerd in het decor, gespeeld worden. De voorstellingen staan op Franse festivals als Festival Paris quartier d'été, Printemps des comédiens, Nuits de Fourvière en Chalon dans la rue.

## Samenwerkingen
Naast de ontwikkeling van een repertoire dat zich in openlucht afspeelt, werkt Comp.Marius regelmatig samen met Jan Decorte en het Nederlandse ’t Barre Land, twee gezelschappen met wie Comp.Marius een lange geschiedenis heeft en in de Vlaamse en Nederlandse theaterzalen speelt.

## Bron
- Residentie in het Middelheimmuseum